# Brille (Album)
Brille ist das Debütalbum des deutschen Rappers DCVDNS. Es erschien am 24. Februar 2012 über das Hip-Hop-Label Dunkle Materie und wird über Distributionz vertrieben. Brille erreichte Platz 57 der deutschen Album-Charts.

## Hintergrund
Nachdem DCVDNS einige Videos auf der Video-Plattform YouTube veröffentlicht hatte, wurde der Berliner MC Basstard auf den Rapper aufmerksam. Die beiden Hip-Hop-Musiker drehten daraufhin das Video Mörderfurz, das Ende Mai 2011 erschien. Zeitgleich kündigte der Osnabrücker Vertrieb Distributionz an, das Debütalbum DCVDNS’ zu vertreiben. Im Sommer 2011 nahm MC Basstard DCVDNS auf seinem neu gegründeten Label Dunkle Materie unter Vertrag. In Basstards Studio in Berlin nahm DCVDNS das Album innerhalb von zwei Wochen auf. Anfang 2012 wurde das Debütalbum des Rappers unter dem Titel Brille für den 10. Februar 2012 angekündigt. Bereits am 8. Februar 2012 feierte DCVDNS die Album-Veröffentlichung im Rahmen einer sogenannten „Release-Party“ in Kleiner Klub in Saarbrücken. Die Veröffentlichung wurde kurzfristig um zwei Wochen auf den 24. Februar 2012 verschoben. DCVDNS begründete die Verschiebung mit der Veröffentlichung des Albums Kanackiş von Haftbefehl am ursprünglich anvisierten Veröffentlichungsdatum.
Die Texte des Albums zeichnen sich laut Aussage des Rappers durch seinen Humor aus. Dabei sei unabhängig davon „wie ernst der jeweilige Song“ sei, „auf jeden Fall immer […] Humor dabei.“ Einige Lieder sind stilistisch und textlich an andere Hip-Hop-Stücke angelehnt. So ähnelt Mein Mercedes dem Lied My Adidas von Run-D.M.C. und ZDS dem Song LMS von Kool Savas. Des Weiteren handelt es sich bei What’s Tweef? um eine Hommage an What’s Beef von The Notorious B.I.G. sowie bei Pullunder & Brille an T-Shirt & Jeans des Rappers Frauenarzt.

## Titelliste
1. Outro (Intro) – 0:09
2. Wie Ich – 3:01
3. Skit 1 – 0:06
4. Interview mit sich selbst – 3:13

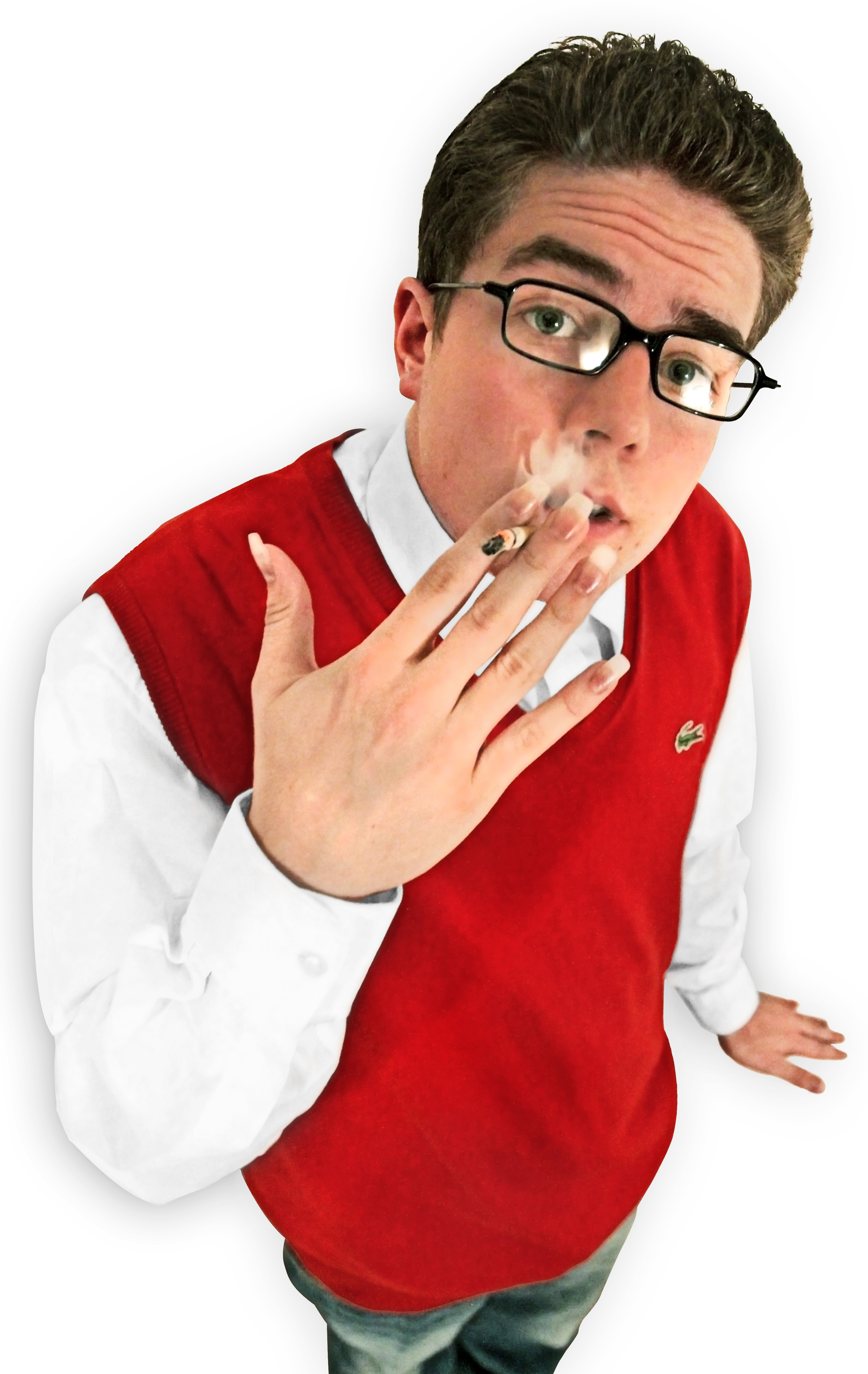
DCVDNS (2012)

5. Hier kann ja jeder Tanzen (mit Frauenarzt) – 4:02
6. Mein Mercedes – 2:29
7. Die Uhr (mit Hermann Weiss, Wolfgang H. und Smoe83) – 4:34
8. Skit 2 – 0:07
9. Brille (mit Basstard, Tamas, Wolfgang H., Boba Fettt, Trip und Justus) – 3:53
10. What’s Tweef? – 2:36
11. Skit 3 – 0:09
12. Pullunder & Brille – 3:45
13. ZDS – 3:38
14. Du machst dir keine Gedanken solange die Nutella nicht nach Scheisse schmeckt – 3:52
15. Ein wenig Tourette (mit Eric Cartman und Wolfgang H.) – 3:01
16. Hilfe, ich werde bedroht – 3:09
17. Meike  – 2:43
18. Intro (Outro) – 0:08

## Produktion
Brille wurde vollständig von Wolfgang H. produziert. Dieser übernahm auch die anschließende Abmischung. Für einige Lieder steuerte Wolfgang H. die für Hip-Hop-Musik charakteristischen Scratches bei. Der letzte Schritt der Produktion, das sogenannte Mastering, wurde von Silver Sound übernommen.

## Vermarktung
Vier Lieder des Albums wurden als Videos umgesetzt. Du machst dir keine Gedanken solange die Nutella nicht nach Scheiße schmeckt erschien bereits Ende 2010 als Video. Im Zuge der Album-Veröffentlichung folgten Videos zu Mein Mercedes, Hilfe, ich werde bedroht und Brille. Des Weiteren wurde der Song What’s Tweef? kostenlos im Internet veröffentlicht.

## Rezeption

### Charts
Brille stieg auf Platz 57 der deutschen Album-Charts ein. Es verblieb nur eine Woche in den Top 100.

### Kritik
Musikalische Bewertung
Brille erhielt in einer Kritik des deutschen Hip-Hop-Magazins Juice vier von möglichen sechs „Kronen“. Der Redakteur Jan Wehn erklärte in der Bewertung, dass es sich bei dem Album nicht um eine „plumpe Parodie auf die Aggro-Jahre und das gleichzeitige Dasein als Internet-Rapper“ handele. DCVDNS bediene sich etwa „G-Funk und Südstaaten-Rap der ersten Stunde“ und adaptiere „Suga-Free- und B.G.-Knocc-Out-Flows.“ Wehn lobt des Weiteren den Song Mein Mercedes als „wundervolle Run-DMC-Hommage“ sowie das Stück Hier kann ja jeder Tanzen als „Miami-Bass-Antwort auf Styles P. und Jadakiss.“ Als einzige Schwäche des Albums wird die Unentschlossenheit hervorgehoben. Lieder wie Interview mit sich selbst, in denen „Kritik vorweggenommen wird“, haben einen „entwaffnenden Charakter.“ Auf der anderen Seite sei ein tiefgründiges Stück wie Du machst dir keine Gedanken solange die Nutella nicht nach Scheisse schmeckt innerhalb des Konzepts „unlogisch“. Zusammenfassend sei Brille „zurecht in die Charts eingestiegen.“
Das Backspin Hip Hop Magazin bewertete Brille mit drei von möglichen fünf Punkten. Musikalisch sei das Album „keine Offenbarung.“ DCVDNS lebe von der Ironie seiner Texte. Negativ wird der Rapstil bewertet, der als monoton beschrieben wird und es dem Hörer schwer mache, DCVDNS „auf Albumlänge folgen zu können und wollen.“ Dagegen werden die Beiträge der Gastrapper gelobt. Das Gesamtbild des Albums erinnere etwa an die ersten Veröffentlichungen von Rhymin Simon. Die besten Stücke des Albums sind aus Sicht der Redaktion Mein Mercedes, What’s Tweef? und Brille. Zusammenfassend halte das „sympathische, witzig einnehmende Bild, das DCVDNS von sich geschaffen“ habe, auf Albumlänge „seinen Skills […] nicht stand.“
Das österreichische Musikmedium The Gap vergab acht von möglichen zehn Punkten an Brille. Die Kunstfigur DCVDNS breche eine „Lanze für die Brillenschlangen und albernen Streber des Deutschrap.“ Lob findet der Redakteur vor allem für das Spiel mit Klischees sowie die Parodien der „Gesetzmäßigkeiten einer Subkultur, die sich die längste Zeit schon viel zu ernst genommen“ habe. Zudem verstehe DCVDNS, ähnlich wie K.I.Z, sein „Rap-Handwerk bestens.“ Auch die namhaften Gastrapper und die „Synthie-Funk-Beats“, die das Album abwechslungsreich machen, werden positiv hervorgehoben.
Die Plattform Rappers.in bewertete das Album mit vier von möglichen sechs Punkten. Aus Sicht der Redaktion handele es sich bei Brille um eine „absolut stilsichere Scheibe mit einer Menge guter Tracks, aber auch ein paar Ausfällen nach unten.“ Das Lied Ein wenig Tourette wird dabei als das „absolute Highlight“ hervorgehoben. Dennoch wird darauf verwiesen, dass der „Vulgärhumor“, die „dürftigen Rapskills von Cartman“, der „aufgekratzte Stimmeinsatz“ von DCVDNS sowie „das Karikieren einer neurologischen Krankheit“ nicht „jedermanns Sache“ sei. Interview mit sich selbst überzeugt die Redaktion durch den Einsatz von Doubletime. Im Gegensatz dazu falle das Stück Du machst dir keine Gedanken solange die Nutella nicht nach Scheisse schmeckt „ungewöhnlich leiernd und belanglos“ aus. Ähnlich negativ wird Hier kann ja jeder Tanzen hervorgehoben, dessen Beitrag von Frauenarzt kritisiert wird. Boba Fettt und Justus steuern dagegen „ansprechende Parts“ bei. Auch Basstard und Tamas fügen sich „hervorragend ins abgedrehte Gesamtbild der Scheibe“ ein.
Bewertungen anderer Künstler
Der Rapper Kool Savas äußerte sich in mehreren Interviews positiv über DCVDNS sowie dessen Lied Brille. Insbesondere das Konzept des Songs Brille, „alle Brillenträgern zusammen zubringen“ und über ihre Brillen rappen zu lassen, lobte Savas als „witzig“ und „unterhaltsam“. Entgegen den Erwartungen vieler Leute, regt er sich nicht über DCVDNS auf, da sich auch seine Vorbilder wie zum Beispiel Biz Markie über bestimmte Aspekte des Hip-Hops lustig gemacht haben.